# Eggleston Abbey
Eggleston Abbey är en fornlämning i Storbritannien.   Den ligger i grevskapet North Yorkshire och riksdelen England, i den centrala delen av landet, 400 km norr om huvudstaden London. Eggleston Abbey ligger 148 meter över havet.
Terrängen runt Eggleston Abbey är platt åt nordost, men åt sydväst är den kuperad. Runt Eggleston Abbey är det ganska glesbefolkat, med 36 invånare per kvadratkilometer. Närmaste större samhälle är Barnard Castle, 1,2 km norr om Eggleston Abbey. Trakten runt Eggleston Abbey består i huvudsak av gräsmarker.